# مقاطعة جونسون (نبراسكا)
مقاطعة جونسون (بالإنجليزية: Johnson County)‏ هي إحدى مقاطعات ولاية نبراسكا في الولايات المتحدة الأمريكية.

## أعلام
- روي باركروفت